# Брандт, Маттиас
Маттиас Фредерик Брандт (нем. Matthias Frederik Brandt; род. 7 октября 1961, Берлин) — немецкий актёр.

## Биография
Маттиас Брандт — младший из трёх сыновей бывшего федерального канцлера ФРГ Вилли Брандта и его супруги Рут. Старшие братья Маттиаса — историк Петер Брандт и писатель и кинематографист Ларс Брандт.
Маттиас Брандт обучался драматическому искусству в Ганноверской высшей школе музыки, театра и средств массовой информации. Начинал актёром в труппе Ольденбургского государственного театра в 1985 году, также служил в театрах Висбадена, Мангейма, Бонна, Берлина, Цюриха, Бохума и Франкфурта-на-Майне.
С 2000 года регулярно появляется на телевидении. В 2003 году снялся в телевизионном фильме «В тени власти», повествующем о последних днях отца на посту федерального канцлера, сыграв роль Гюнтера Гийома. С 2010 года снимался в роли комиссара мюнхенской полиции Ганнса фон Мойфельса в сериале «Телефон полиции — 110», за которую был удостоен премии «Бэмби» и Баварской телевизионной премии. В 2013 году Маттиас Брандт удостоился национальной телевизионной премии Deutscher Fernsehpreis. Актёр женат, есть дочь.